# Hoya gelba
Hoya gelba är en oleanderväxtart som beskrevs av Kloppenb., Siar, Guevarra och Carandang. Hoya gelba ingår i släktet Hoya och familjen oleanderväxter. Inga underarter finns listade i Catalogue of Life.